# Берензон, Лазарь Израилевич
Ла́зарь Изра́илевич Берензо́н (12 августа 1898, Российская империя — 1956, Москва) — начальник Финансового отдела (ФО) НКВД СССР, генерал-майор (1943).

## Биография
Из еврейской мещанское семьи, беспартийный. Окончил гимназию и два курса юридического факультета Московского университета. В 1918—1920 бухгалтер-делопроизводитель НКВД РСФСР, заведующий 1-м отделением сметного подотдела Финансового отдела НКВД РСФСР, заведующий сметным подотделом Финансового отдела НКВД РСФСР, инспектор по оперативно-финансовым вопросам НКВД РСФСР. В 1921—1922 заместитель заведующего, заведующий, в 1923—1930 по-совместительству начальник Финансового отдела НКВД РСФСР. В 1921—1934 начальник Финансового отдела ВЧК—ОГПУ. В 1931—1932 начальник Финансового отдела Беломорстроя ОГПУ, затем начальник Финансового отдела строительства БАМ. В 1934—1938 начальник Финансового отдела НКВД СССР. В 1938—1941 начальник Центрального финансово-планового отдела НКВД СССР. В 1938—1939 начальник Центрального финансового отдела, временно исполняющий должность начальника планового отдела Наркомвода СССР. В 1940—1941 заместитель начальника ГУЛАГ НКВД СССР. В 1941—1943 начальник Центрального финансово-планового отдела НКВД СССР, а в 1943—1946 начальник Центрального финансового отдела НКВД СССР. В 1946 вышел в отставку, в 1948 на пенсию.
Умер 1 ноября 1957 года в Москве. Похоронен на Донском кладбище.

### Звания
- дивинтендант, 15.05.1936;
- генерал-майор, 22.02.1943[5].

### Награды
- знак «Почётный работник РКМ», 27.02.1933;
- орден Красной Звезды, 04.08.1933;
- орден Красного Знамени, 03.11.1944;
- орден Ленина, 20.02.1945;
- орден Трудового Красного Знамени, 23.02.1945.